# Decipol
El decipol es una unidad de medida utilizada para medir la calidad del aire percibida. Fue definida por el profesor danés Povl Ole Fanger.
Un decipol (dp) es la calidad del aire percibida en un local con una carga olfativa de un olf (emisión de una persona normalizada), ventilado con un caudal de 10 litros por segundo (10 L/s). Se definió para cuantificar el influjo de las fuentes de contaminación del aire interior y el modo como lo perciben las personas.